# Power to the People: The Hits
Albums de John Lennon
Gimme Some Truth
(2010) John Lennon Signature Box
(2010)
Albums des meilleurs succès de John Lennon
Working Class Hero: The Definitive Lennon
(2005) John Lennon - Icon
(2010)
Power To The People: The Hits est une compilation de quinze des plus célèbres chansons de John Lennon, parue le 4 octobre 2010 pour lui rendre hommage l'année de son soixante-dixième anniversaire et du trentième anniversaire de son assassinat. L'album s'inscrit dans un projet plus vaste : il sort en même temps que Gimme Some Truth, un quadruple album proposant une sélection plus large, et que John Lennon Signature Box, intégrale de ses albums studio.
Étant le moins cher et le plus accessible au grand public, Power To The People: The Hits parvient à se placer en bonne position dans les classements lors de sa sortie.

## Liste des chansons
Sauf mention contraire, les chansons sont composées par John Lennon.
1. Power to the People – 3:17
2. Gimme Some Truth – 3:16
3. Woman – 3:26
4. Instant Karma! – 3:20
5. Whatever Gets You Thru the Night – 3:19
6. Cold Turkey – 5:01
7. Jealous Guy – 4:14
8. #9 Dream – 4:46
9. (Just Like) Starting Over – 3:55
10. Mind Games – 4:11
11. Watching the Wheels – 3:31
12. Stand by Me (Ben E. King/Jerry Leiber/Mike Stoller) – 3:27
13. Imagine – 3:02
14. Happy Xmas (War Is Over) (John Lennon, Yoko Ono) – 3:33
15. Give Peace a Chance – 4:52

## Classement
| Classement (1975)             | Meilleure position |
| ----------------------------- | ------------------ |
| Royaume-Uni (UK Albums Chart) | 15                 |
| États-Unis (Billboard)        | 24                 |